# Stethoskop

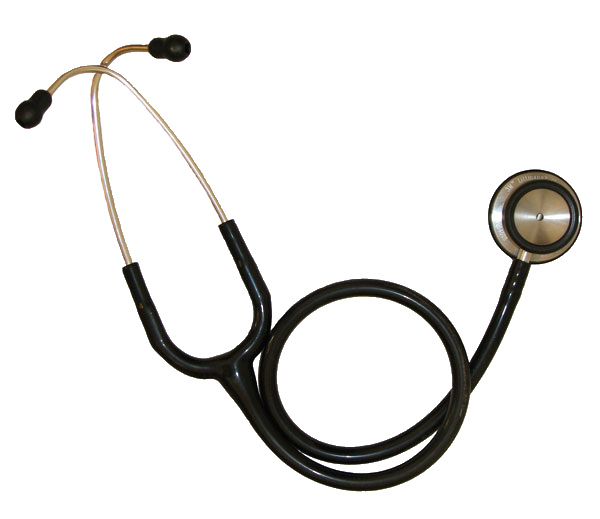
Modernes akustisches
Littmann-Stethoskop

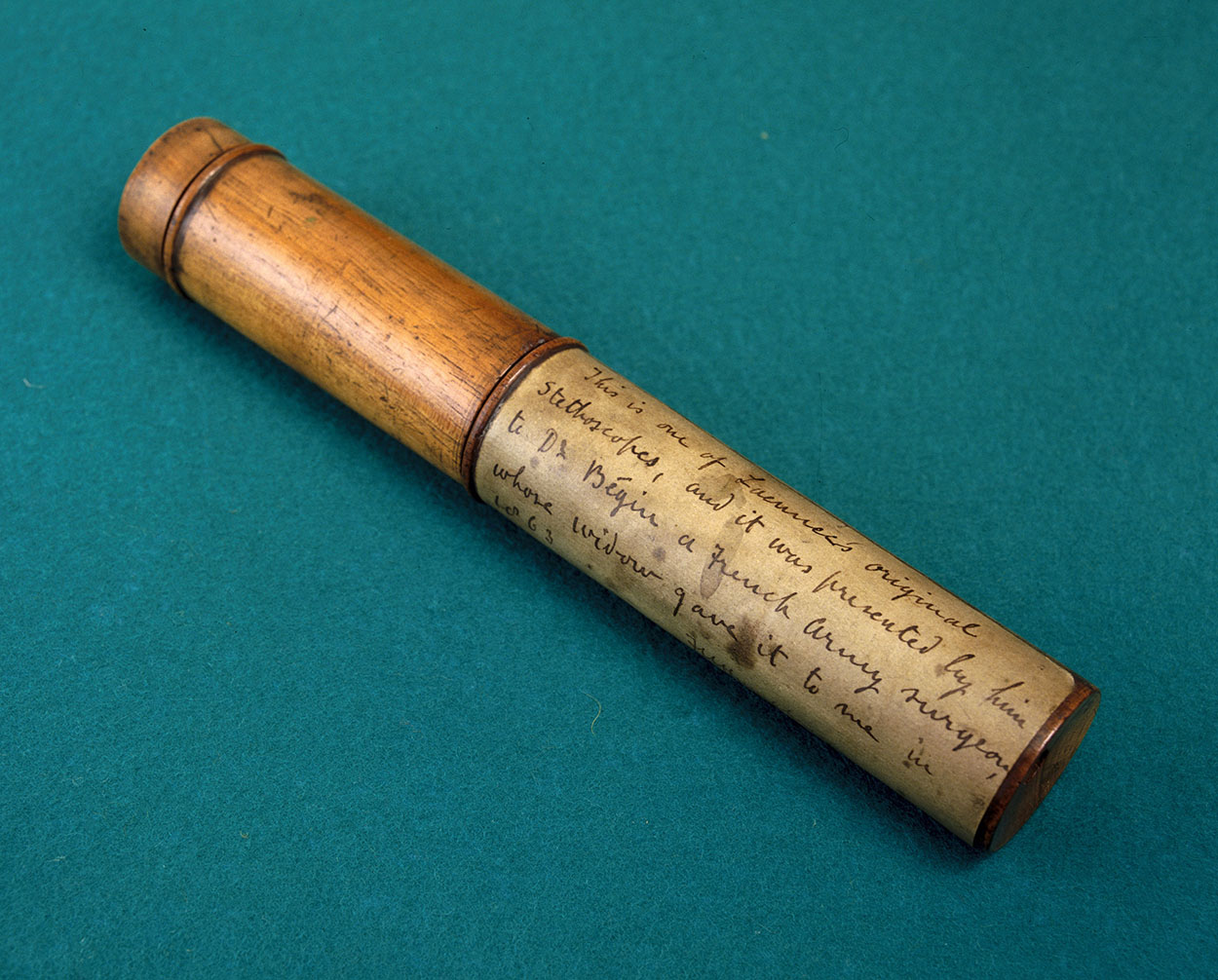
Stethoskop von René Laënnec, ca. 1820; Science Museum London

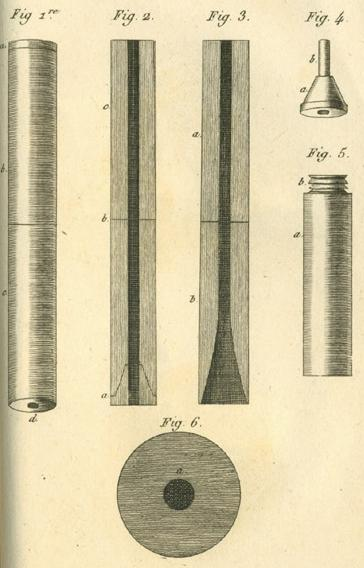
Detailzeichnungen Stethoskop

Ein Arzt beim Abhorchen der Lungen mit Hilfe eines Stethoskops.

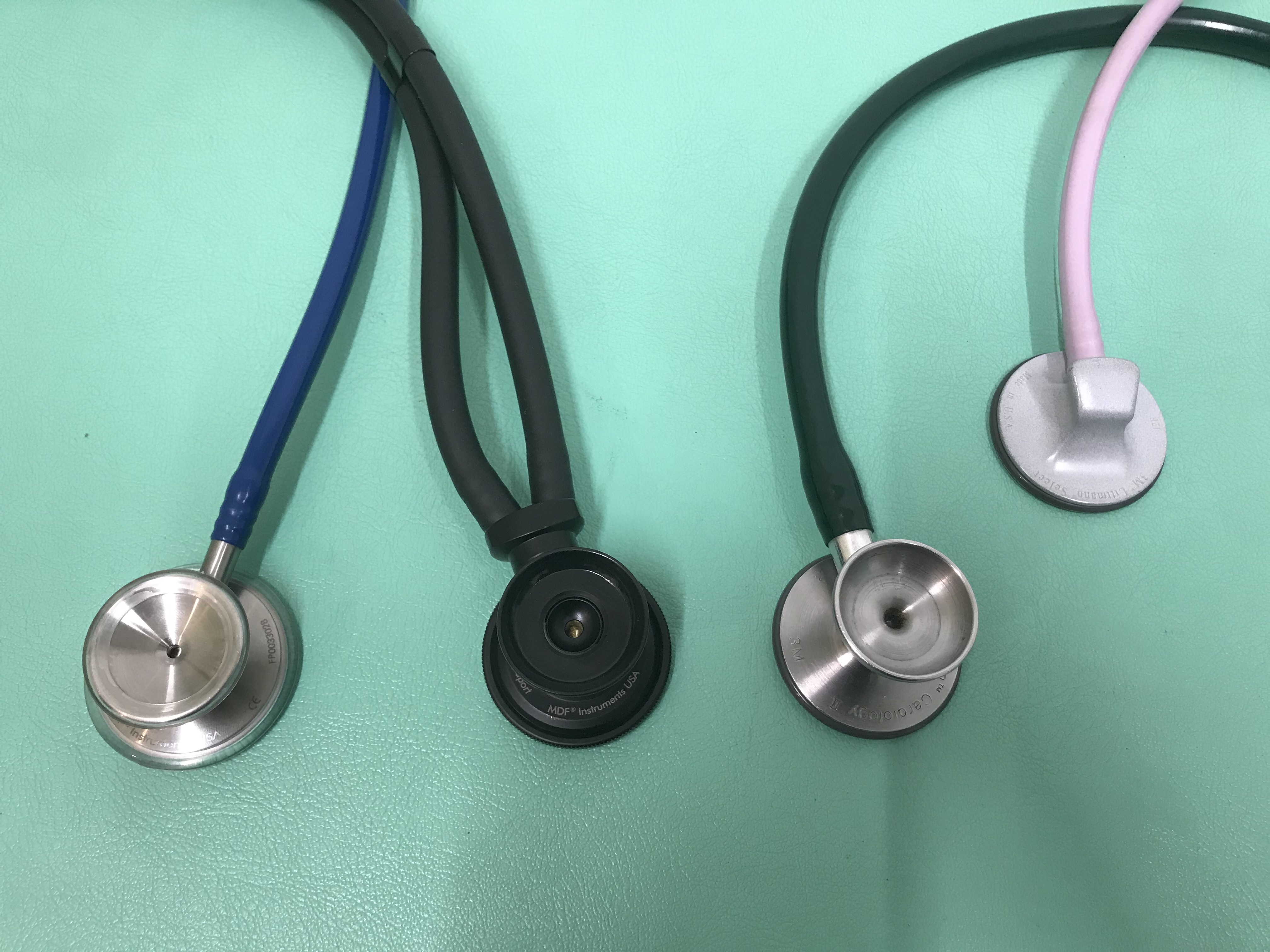
Verschiedene Stethoskope

Das Stethoskop ist ein zur Beurteilung von Schallphänomenen im Innern von Hohlkörpern verwendetes Instrument. Es dient in der Medizin der Diagnose von Erkrankungen und wird beispielsweise im Maschinenbau zur Erkennung von Fehlfunktionen genutzt.
Das Gerät wurde 1816 für den medizinischen Gebrauch entwickelt, wo es dem mittelbaren Abhören (Auskultation) von Geräuschen innerer Organe dient, insbesondere Herz und Lungen, die im Brustkorb liegen. Sein Erfinder René Laënnec nannte das Instrument neoklassisch stéthoscope („Brustüberwacher“; von altgriechisch στῆθος stēthos ’Brust‘ und σκοπεῖν skopein ‘schauen, untersuchen’) und dieser Name wurde aus dem Französischen auch ins Deutsche als Stethoskop entlehnt.
Typische wirksame Kopfdurchmesser betragen 30 bis 46 mm. Bei Doppelschlauchstethoskopen gehen schon vom Kopf zwei Schläuche ab.

## In der Medizin
In der Human- und Veterinärmedizin werden mit dem Stethoskop Töne und Geräusche beurteilt, die im Zusammenhang mit der Tätigkeit des Herzens, der Lungen und des Darmes entstehen. Zu jeder körperlichen Untersuchung gehört die Auskultation der Herzklappen und manchmal auch der Halsschlagadern zum Ausschluss krankhafter Strömungsgeräusche oder fortgeleiteter pathologischer Herzgeräusche. Bei der Blutdruckmessung verwendet man ein Stethoskop zum Hören der Korotkow-Strömungsgeräusche.
Ein binaurales Stethoskop mit einem Doppelmembran-Bruststück und zwei parallelen Schläuchen wird nach Nikolai Sergejewitsch Korotkow auch als Phonendoskop bezeichnet, ein heutzutage jedoch kaum noch verwendeter Begriff.
In seiner modernen Form hat sich das Stethoskop im 20. Jahrhundert neben dem weißen Kittel zu einem Erkennungszeichen des Arztberufs und zum Symbol oder Meme ärztlicher Kompetenz und Autorität entwickelt. Eine Person mit umgehängtem Stethoskop wird in der Öffentlichkeit fast automatisch als Ärztin oder Arzt identifiziert.

## Im Maschinenbau
Im Maschinenbau wird das Stethoskop ebenfalls verwendet, um beispielsweise über Lagergeräusche einen entstehenden Maschinenschaden frühzeitig erkennen zu können oder das Laufen einer Heizungsumwälzpumpe detektieren zu können. Ein solcher Motor- oder Lagertester wird mit seiner eventuell leicht geknickten, mit Spitze oder Kontaktpuffer ausgestatteten 20 bis 30 cm langen Nadel an die auf Körperschall abzuhörende Stelle gehalten. Das andere Nadelende erzeugt über eine Membran oder Dose mit etwa 30 mm Durchmesser Luftschall, der über axial abgehende Schläuche und Bügel zu den Ohren geführt wird.

## Typen

### Akustische Stethoskope
Stethoskope sind heute akustische oder klassische Stethoskope, die durch einfache physikalische Phänomene Körpergeräusche besser hörbar machen. Einfache Stethoskope sind aus Holz gefertigte trichterförmige Hörrohre. Sie werden heute noch in der vorgeburtlichen Diagnostik benutzt und als Pinard-Rohr bezeichnet.
Die gebräuchlichsten Stethoskope bestehen aus den drei Grundelementen: Ohrbügel, Schlauch und Bruststück (oder „Kopf“). Im Bruststück befindet sich eine Membran, die die akustischen Wellen aufnimmt, dadurch selbst in Schwingungen versetzt wird und diese an die Luftsäule im Stethoskop-Schlauch weitergibt. Über die Ohrbügel (Röhrchen) werden die Wellen an das Trommelfell des Untersuchenden geleitet. Die am Ende des Ohrbügels angebrachten „Oliven“ aus hartem oder (besser) weichem Kunststoff dichten die Gehörgänge ab. Man nennt dieses Stethoskop auch Flachkopf-Stethoskop.
Die beiden Ohrbügel sind an ihren Basen durch einen Federbügel verbunden, der die Oliven leicht in die Ohrgänge presst oder bei Nichtbenutzung hinter dem Hals zusammenführt. Bei ausreichend langer Schlauchgabelung kann der Federbügel ein Scharnier aufweisen, um die Ohrbügel zum Verstauen platzsparend zueinander klappen zu können.
Bei einigen Modellen kann das Bruststück um 180° gedreht werden. Alternativ zur Seite mit Membran gibt es einen Trichter ohne Membran. Dieser Trichter ermöglicht eine bessere Darstellung des tieferen Frequenzspektrums. Insbesondere in der Kardiologie ist dies relevant. Dieses Stethoskop nennt sich Doppelkopf-Stethoskop, den Kopf selbst nennt man Doppelkopf-Bruststück. Weiterhin gibt es Doppelkopf-Stethoskope, die auch auf der zweiten Seite eine Membran besitzen, allerdings mit kleinerem Durchmesser für die Untersuchung kleiner Körper.
Durch eine spezielle Membrankonstruktion können einige Stethoskope in Abhängigkeit vom Anpressdruck der Membran unterschiedliche Frequenzbereiche betonen. Bei geringem Anpressdruck werden, wie beim Trichter, die tiefen Frequenzen betont, bei höherem Anpressdruck die höherfrequenten Schallwellen.
Zweckmäßig ist eine gewisse Masse des Kopfes, da er gegenüber dem an seiner Oberfläche schwingenden, abgehörten Körper in Ruhe bleiben soll, damit Luft im Kopf komprimiert wird. Die pneumatisch aktive Fläche von Trichter oder Membran am Kopf zum Lumen von Schlauch und Bügel bilden eine Übersetzung, die die hörbare Lautstärke durch Anpassung erhöht. Bei Verwendung eines Doppelkopfes wird die nichtangelegte Seite mit einer Fingerkuppe oder zwei Fingern möglichst gut verschlossen, sofern dies nicht durch Drehung des Bruststückes geschieht.
Valide akustische Qualitätsunterschiede innerhalb der klassischen, rein mechanischen Stethoskope lassen sich in messtechnischen bzw. objektiven Vergleichen nicht belegen. Ein möglichst kurzer, steifer Schlauch sowie gut abdichtende Oliven zur Abschirmung von Störgeräuschen sind für die Auskultation von Vorteil, das belegen die aufwendigen Versuche von Sprague und Rappaport, die von ihnen in der ersten Hälfte des 20. Jahrhunderts durchgeführt wurden. Nach Sprague, einem Bostoner Kardiologen, und Rappaport, seinem technischen Ingenieur, sind die Stethoskope vom Typ Sprague-Rappaport benannt, die heute als Nachbau zahlreich angeboten werden. Die Erfindung des „Kombinationsstethoskops“, bestehend aus einem Doppelkopf-Bruststück mit einem Trichter auf der einen und einer Membran auf der anderen Seite, geht auf David Littmann zurück. Damit lassen sich seitdem hoch- und niedrigfrequente Töne besser abhören. 1963 meldete er seine Entwicklung zum Patent an. Die Preisspanne für mechanische Stethoskope ist generell sehr groß, Markenstethoskope kosten zum Teil weit über 100 Euro.

### Stethoclip
Das Stethoclip ist ein in der Hörgeräteakustik gebräuchliches klassisches Stethoskop ohne Bruststück. Das offene Schlauchende des Stethoclips kann direkt auf den Winkel des Hörgerätes aufgesteckt werden und ermöglicht somit ein nahezu störgeräuschfreies Abhören der Technik ohne Schallverluste durch Filter oder Membran.

### Elektronische Stethoskope
Verschiedene Stethoskop-Hersteller bieten mittlerweile auch elektronische Stethoskope (Phonoskope) an – die den Schall elektronisch verstärken, verschiedene Töne hervorheben und Störgeräusche (wie zum Beispiel Umgebungs- und Reibungsgeräusche) eliminieren sollen. Töne können auch aufgezeichnet und wieder abgespielt bzw. an einen Computer übermittelt werden. In der klinischen Erprobung ist die Auskultation der Herzkranzgefäße mittels elektronischer Stethoskope.
Auch über Smartphones zu steuernde Stethoskope sind auf dem Markt. Mittels einer direkt am Mobiltelefon anbringbaren Membran werden die Töne aufgenommen. Die Aufnahmen können gespeichert, analysiert und optisch sichtbar gemacht werden. An einer automatischen Interpretation mittels Künstlicher Intelligenz wird gearbeitet.

## Geschichte

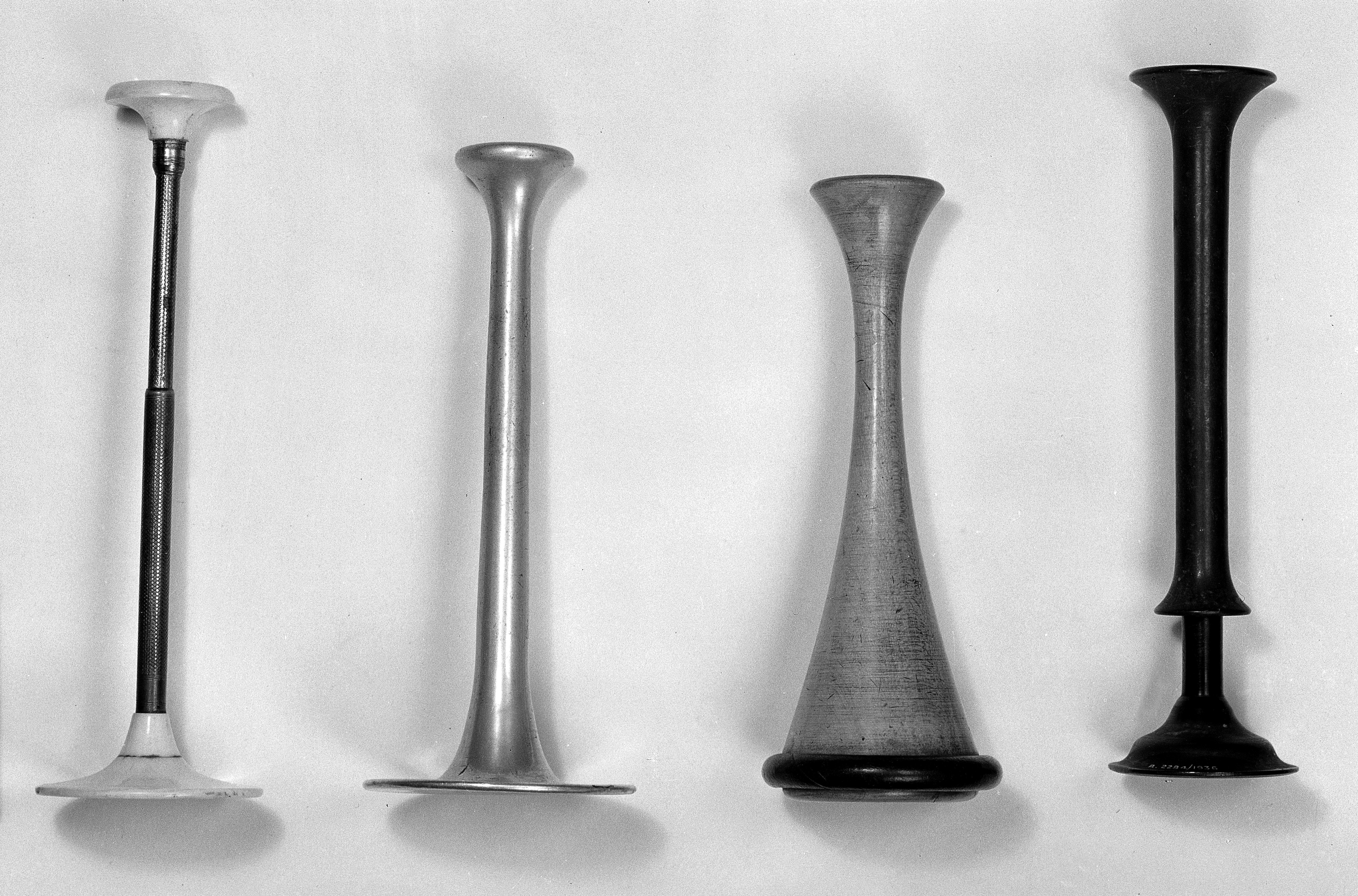
Diverse Hörrohre als Stethoskop, 1845–1882

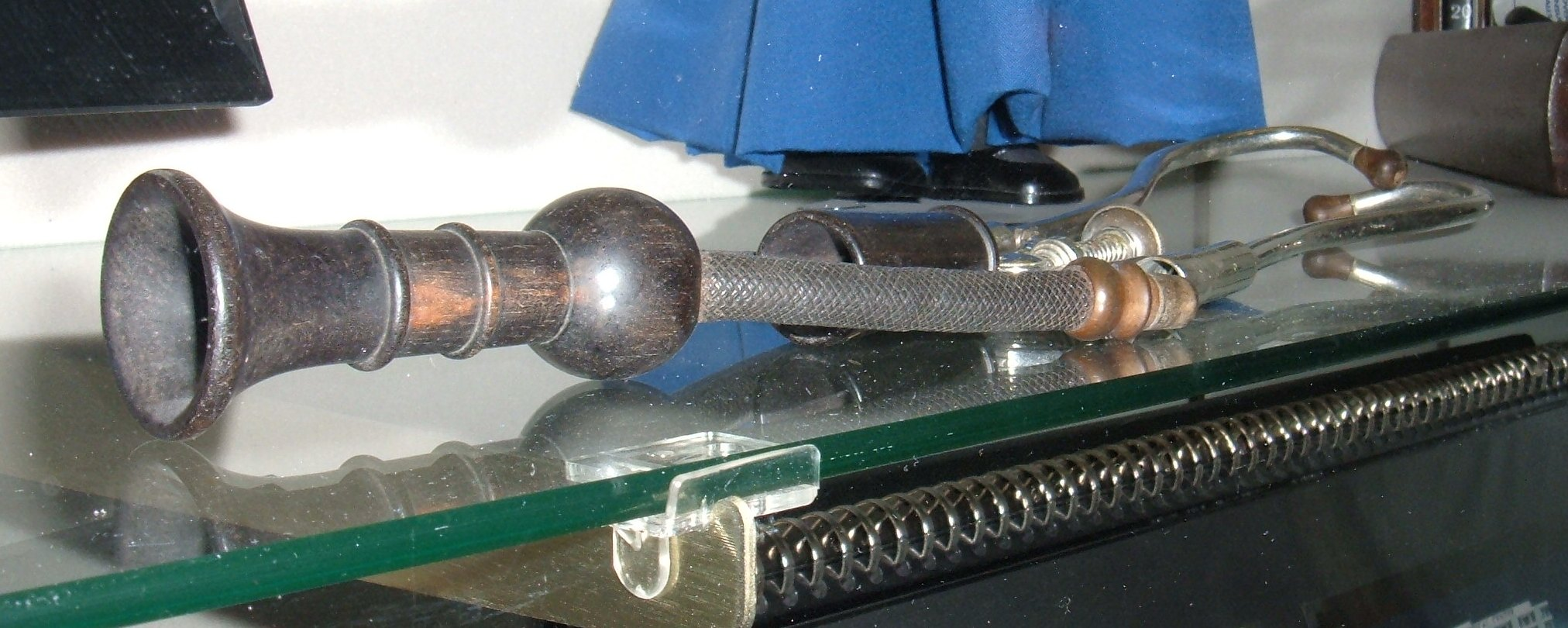
Stethoskop Mitte des 19. Jahrhunderts, BrokenSphere, Seton Medical Center in Daly City, California

Entwickelt wurde das Stethoskop im Jahre 1816 von René Laënnec in Frankreich. Da er nicht, wie damals üblich, sein Ohr direkt auf die Brust einer jungen Patientin legen wollte, verwendete er eine Papierrolle als „Hörrohr“. Nachdem er festgestellt hatte, dass er so nicht schlechter, sondern sogar besser hörte, trieb er die Entwicklung des Stethoskops, zunächst in Form des hölzernen Hörrohres, voran.
Die abgebildeten Hörrohre aus dem 19. Jahrhundert werden im Meyers Konversations-Lexikon wie folgt beschrieben:

„Das Stethoskop ist eine 26–31 cm lange Röhre aus Holz, die unten trichterförmig gestaltet, und an der oben eine runde Scheibe, die so genannte Ohrplatte, gewöhnlich aus Elfenbein, angebracht ist. Das untere Ende von etwa 2,6–3,9 cm Durchmesser muss abgerundet sein, damit es beim Aufsetzen auf die Körperhaut nicht schmerzhaft einschneidet. Beim Gebrauch ergreift man das Stethoskop am trichterförmigen Ende, setzt es genau auf die Oberfläche des Körperteils, welcher untersucht werden soll, so dass es rundum fest aufsitzt, und legt dann das Ohr auf die Ohrplatte.“
Die heutige Technik der Auskultation geht auf den österreichischen Mediziner Josef von Škoda (1839) zurück.
Die ersten Stethoskope mit flexiblem Schlauch wurden durch die Ärzte Arthur Leared und George Cammann in den 1850er Jahren entwickelt. Sie hatten ein trichterförmiges Endstück und zwei Ohrstücke. Der Italiener Aurelio Bianchi erfand 1884 schließlich ein Stethoskop mit einer Wasserdichtung und schuf damit die Grundlage für ein modernes Membran-Bruststück.

## Hygiene
In einer Querschnittsstudie der University of Houston wurde festgestellt, dass nur 18 % der Stethoskope desinfiziert werden. Nur in 4 % der Fälle erfolgte die Desinfektion konform zu den in den USA gültigen Richtlinien.
Stethoskope sind von zahlreichen Bakterien besiedelt, darunter nosokomiale Erreger – häufig auch nach einer Reinigung. Typischerweise waren Bakterien der Gattungen Porphyromonas gingivalis, Bacteroides, Granulicatella, Actinomyces, Prevotellaceae, Streptokokken, Staphylokokken, Corynebacterium und Propionibakterien zu finden. Auf etwa der Hälfte der Instrumente fanden sich Enterokokken, Stenotrophomonas maltophilia und Clostridien. Besonders für Menschen mit größeren offenen Wunden, Verbrennungen oder immunsupprimierte Patienten stellen verunreinigte Stethoskope eine unnötige potentielle Gefährdung dar. Wenn überhaupt, werden Händedesinfektionsmittel und vorgetränkte Tücher zur Flächendesinfektion verwendet. Diese sind nach dem Medizinproduktegesetz jedoch an sich nicht zulässig, weil das Stethoskop als Instrument mit einem Instrumentendesinfektionsmittel aufgearbeitet werden muss.